# Entrenador en jefe
Un entrenador en jefe es un profesional en el entrenamiento y desarrollo deportivo tanto de hombres como de mujeres. Es de manera típica, mejor pagado que cualquier otro entrenador. Frecuentemente hay otros entrenadores subordinados al entrenador en jefe, ya sea en posiciones ofensivas o defensivas, y en ocasiones en posiciones individualizadas. En el béisbol, al entrenador en jefe se le conoce frecuentemente como mánager.

## Entrenador en jefe de fútbol americano en preparatoria
En high school, los entrenadores en jefe normalmente son maestros que entrenan. Muy seguido, son compensados con pequeños aumentos de sueldo, pero el tiempo y esfuerzo invertidos para el empleo requieren que el entrenador en jefe esté ansioso de invertir mucho de su tiempo en el proyecto y ser un apasionado por el deporte.
Debido a que las posiciones de entrenador de high school son a menudo difíciles de llenar, el entrenador tiene mucho más control sobre el intrincado del equipo. Tal vez deba tener otros deberes como coordinador ofensivo o defensivo.

## Entrenador en jefe de fútbol americano universitario
Una de las principales características del entrenador en jefe universitario es la alta tasa de rotación de puestos de trabajo. Con sonadas excepciones (como Joe Paterno, Frank Beamer y Bobby Bowden) los entrenadores universitarios de manera rutinaria cambian de trabajo, y muy raramente se quedan en una escuela por más de una década. Tienen personal muy bien pagado y les permite más libertad para concentrarse en los aspectos generales del equipo en vez de tratar con los matices de los regímenes de entrenamiento y otras cosas.
Un entrenador colegial actúa como la parte visual de un equipo, a una edad en la que muchos jugadores jóvenes no desean ser perseguidos por los medios de comunicación. A menudo son llamados para discutir incidentes fuera del campo de juego tales como infracciones de las reglas o travesuras de jugadores. A veces, el entrenador se convierte en una celebridad por derecho propio, por ejemplo Steve Spurrier con South Carolina, o Roberto "Tapatío" Méndez con los Pumas CU.

## Entrenador en jefe de la NFL
A nivel profesional, los entrenadores pueden trabajar por salarios de millones de dólares por año. No son tan visibles como sus contrapartes universitarios o sus propios jugadores. El entrenador en jefe a nivel profesional por lo tanto tiene más tiempo para dedicarse a tácticas de juego y a libros de jugadas, los que son revisados por personal incluso mejor pagado que a nivel universitario. El trabajo de entrenador en jefe, debido a los extensos tiempos en las carreteras, es un trabajo muy estresante. Debido a los buenos salarios en estos altos niveles, muchos entrenadores se retiran antes de cumplir cincuenta años de edad.